# Андріан Кембтер
Андріан Кембтер (лат. Adrian Kembter; 1705 — 1774) — католицький монах і письменник, став відомим своєю книгою написаною на латині «Wilten Veterum scriptorum De re rustica: praecepta in dialogos collecta» з демонології, котра в середовищі науковців й сьогодні користується великою популярністю. Хоч і не є ще перекладеною з латині на жодну з мов, найперше мабуть через специфіку її тематики. Ця книга була надрукована в 1760 році у друкарні Joseph Wolff.

## Veterum scriptorum De re rustica
Книга має близько 300—311 сторінок (в різних збережених екземплярах) і поділена за змістом на 8 розділів:
- Перший розділ — «Pag Lin manda emendª», має об'єм у 24 стор;
- Другий розділ — «ult Scriptoribus ex Scriptoribus», має об'єм у 36 стор;
- Третій розділ — «5X 6 licet liceat», має об'єм у 23 стор;
- Четвертий розділ — « Io exoluiﬁet excoluiſiet», має об'єм у 6 стор;
- П'ятий розділ — «per denſos per denſam», має об'єм у 8 стор;
- Шостий розділ — «penult in tenus intus», має об'єм у 8 стор;
- Сьомий розділ — «Io ventro Ventre», має об'єм у 27 стор;
- Восьмий розділ — «Columella Columellae», має об'єм у 166 стор.

Цю книгу має на збережені принаймні «Баварська державна бібліотека», «Громадська бібліотека Ліона», «la Biblioteca de Catalunya».